# Platyvelia summersi
Platyvelia summersi är en insektsart som först beskrevs av Drake 1951.  Platyvelia summersi ingår i släktet Platyvelia och familjen vattenlöpare. Inga underarter finns listade i Catalogue of Life.